# 天霧城
天雾城是日本香川县善通寺市歷史上的一座城堡建筑 。天霧城于1364年由香川景則建造 。1585年，丰臣秀吉发动了平定四国的战役，经过两个月的战斗，長宗我部元親向丰臣秀吉投降。香川氏被丰臣秀吉废除，后来香川亲和前往岡豐城，之後天霧城也遭到废弃。现在的天霧城遗址上几乎没有城堡遗迹。